# The Karaoke Collection
The Karaoke Collection là DVD của ban nhạc pop đến từ Ireland, được phát hành ở Hồng Kông, Philippines, Singapore, Malaysia và Đài Loan vào tháng 1 năm 2009. Đĩa chứa 22 video hit của nhóm. Đây là lần đầu tiên Sony Music phát hành một đĩa Karaoke chính thức của các video âm nhạc dưới dạng DVD.

## Danh sách track
1. "Home"
2. "Us Against the World"
3. "Something Right"
4. "The Rose"
5. "Amazing"
6. "You Raise Me Up"
7. "Fly Me to the Moon"
8. "Mandy"
9. "Obvious"
10. "Unbreakable"
11. "Angel"
12. "Bop Bop Baby"
13. "Queen of My Heart"
14. "Uptown Girl"
15. "I Lay My Love on You"
16. "My Love"
17. "What Makes a Man"
18. "When You're Looking Like That"
19. "Flying Without Wings"
20. "Fool Again"
21. "If I Let You Go"
22. "Swear It Again"

### Thời gian phát hành
| Khu vực     | Ngày                | Hãng đĩa | Số catalogue |
| ----------- | ------------------- | -------- | ------------ |
| Philippines | 26 tháng 1 năm 2009 | Sony BMG | 88697367709  |